# NGC 2204
NGC 2204 је расејано звездано јато у сазвежђу Велики пас које се налази на NGC листи објеката дубоког неба.
Деклинација објекта је - 18° 39' 54" а ректасцензија 6h 15m 33,0s. Привидна величина (магнитуда) објекта NGC 2204 износи 8,6. NGC 2204 је још познат и под ознакама OCL 572, ESO 556-SC7.